# Teocon
El teoconservadurismo (del inglés: theoconservatism) o, en su forma corta teocon (del italiano: teocon), es una ideología política que argumenta que la religión debe tener un papel imperante en la formación e implementación de políticas públicas. En general, se refiere a gente que cree no solo que la "Ley de Dios" debería regir la vida pública, sino que también se debería obligar a cumplir en muchos aspectos sociales conservadores de la ley positiva.
Es un neologismo derivado de la unión entre el término «conservadurismo» y el prefijo «teo-», Dios, acuñado en el mundo anglosajón y en particular en los Estados Unidos. Sin embargo, el término está más extendido en Europa, a menudo con un sentido diferente al original.

## Uso en Estados Unidos
En los Estados Unidos el término «teocon» se refiere solamente a corrientes del mundo cristiano de posiciones consideradas conservadoras o que unen una ideología políticamente conservadora con la defensa de algunos temas sociales de fuerte impronta religiosa. Estos movimientos suelen pertenecer a la tradición protestante de los EE. UU.
El término es a menudo confundido con «neocon». Si bien ambos movimientos están próximos, se trata de dos conceptos distintos, tratándose los «Teocon» de una ideología particular en la relación entre política y religión y el segundo movimiento de una teoría particular sobre todo en política exterior.

## Uso en Italia
El neologismo «teocon» se ha comenzado a emplear en Italia, fuera del ámbito cultural de origen de la palabra, para referirse a algunos movimientos o personas católicos, a veces por periódicos opositores o elementos anticlericales. Entre los movimientos a los que se denomina teocons están Comunión y Liberación, Opus Dei y los Legionarios de Cristo. También se ha empleado para referirse a algunas personalidades del mundo político y cultural, como el filósofo y expresidente del senado Marcello Pera, el periodista y director de la revista Il Foglio Giuliano Ferrara y la escritora y periodista Oriana Fallaci.
Las personas y grupos pertenecientes a este movimiento se vinculan a un pensamiento que afirma la necesidad de la reafirmación de los valores cristianos como fundamento de la cultura occidental, en un escenario de expansión del Islam. Se debe notar que, a diferencia de los católicos que mantienen posiciones políticas conservadoras, los teocons pueden ser agnósticos o ateos con respecto a la religión. Por ejemplo, Oriana Falaci se declaraba «atea y cristiana»; la contradicción se explica con la distinción entre la fe (en este caso ausente) y la religión como horizonte cultural y moral (en este caso cristiano). Para describir esta aparente contradicción se ha acuñado la expresión contradictoria de «ateos devotos», en la que sin embargo a menudo se confunden valores con devoción.
Los seguidores de esta ideología que mantienen la importancia del cristianismo como raíz de la civilización occidental, afirman que el declive de los valores cristianos llevará inevitablemente a la destrucción del modelo cultural europeo y occidental basado en la democracia y la libertad. Esta posición también ha sido renombrada con el nombre de «cristianismo» (no confundir con la palabra italiana «cristianesimo», que tiene el significado español de Cristianismo) para indicar que se trata de la reinterpretación del contenido del cristianismo como núcleo de una ideología política.

## Uso en España
El término se ha comenzado a emplear también en España en ambientes católicos progresistas. El término, de nuevo, se ha aplicado con un sentido diferente del que se dio en su origen, más próximo del que se ha adoptado en Italia. 
En este caso se trata de definir una ideología que impregna una parte de la derecha española y de la Iglesia católica, tanto española como internacional, que pretende introducir una ideología neotradicionalista, imponiendo a la sociedad normas morales propias de la Iglesia.
Según José Luis Barbería, del diario español El País, a este movimiento ideológico pertenecerían asociaciones como Comunión y Liberación, Asociación Católica de Propagandistas, Hazte oír, Foro Español de la Familia, Legionarios de Cristo, Plataforma E-cristians, el Opus Dei o los Kikos. También se podría contar entre sus principales exponentes al cardenal y arzobispo de Madrid, Antonio María Rouco Varela.